# Jan Hrubý
Jan Hrubý (ur. 4 marca 1915 w Kunovicach, zm. 18 czerwca 1942 w Pradze) – czeski spadochroniarz, uczestnik operacji Bioscop.

## Życiorys
Jego ojciec Jan (1879-1931) pracował w cegielni. Matka Kateřina zd. Komínková  (1876-1944) prowadziła gospodarstwo. Miał troje starszego rodzeństwa. Zdobył wykształcenie kelnera i pracował w swoim zawodzie. 1 października 1937 roku rozpoczął służbę wojskową w straży granicznej w Trebišovie a dokładnie rok później został awansowany do stopnia starszego szeregowego. W maju 1939 wyjechał do pracy w Kilonii z zamiarem przedostania się za granicę. Gdy okazało się to niewykonalne powrócił do kraju i wraz z dwoma kolegami bezskutecznie próbował uciec przez Austrię. W grudniu 1939 spróbowali ponownie, tym razem przez Słowację i Węgry, lecz zostali schwytani i uwięzieni. Zawróceni na granicę natychmiast ponowili próbę i przez Belgrad, Grecję i Turcję przedostali się do Syrii a stamtąd do Francji. Tam został awansowany do stopnia kaprala i przydzielony do 3. kompanii 1. pułku piechoty w Agde. Wziął udział w walkach z Niemcami i został za nie odznaczony czechosłowackim Krzyżem Walecznych 1939. Po upadku Francji na pokładzie statku Rod el Farag został ewakuowany do Anglii. 15 sierpnia 1941 został skierowany na szkolenie do Szkocji do sekcji do zadań specjalnych w ojczyźnie. Miesiąc później odbył tygodniowy kurs spadochronowy i został skierowany do oddziału Bioscop.
27 kwietnia 1942 został zrzucony na spadochronie na teren Protektoratu Czech i Moraw w pobliżu Křivoklátu wraz z Bohuslavem Koubą i Josefem Bublíkiem. Na ślad Kouby trafiło Gestapo dlatego 3 maja popełnił samobójstwo za pomocą trucizny, by chronić kolegów. Hrubý z Bublíkiem udali się do miasta Uherské Hradiště, ale okazało się, że ich osoba kontaktowa została uwięziona, w związku z tym wrócili do Pragi. 
Podczas szeroko zakrojonej akcji poszukiwania członków ruchu oporu po zamachu na Reinharda Heydricha został przez organizację podziemną ukryty w krypcie soboru Świętych Cyryla i Metodego w Pradze. 18 czerwca 1942 grupa została wykryta przez nazistów w efekcie zdrady Karela Čurdy i Viliama Gerika. W nierównej walce z ponad 800 funkcjonariuszami SS i Gestapo po wyczerpaniu się amunicji popełnił samobójstwo wraz z innymi spadochroniarzami: wykonawcami zamachu na Reinharda Heydricha - sierż. Jozef Gabčíkiem, sierż. Janem Kubišem oraz por. Adolfem Opálką, sierż. Josefem Valčíkiem, st.kpr. Josefem Bublíkiem i plut. Jaroslavem Švarcem. Jego rodzina nie była prześladowana podczas Heydrichiady.
Pośmiertnie został awansowany do stopnia nadporucznika (17 czerwca 1948), a następnie podpułkownika (30 czerwca 2002).

## Odznaczenia
- Order Czerwonego Sztandaru – 1968, CSRS, pośmiertnie
- Złota Gwiazda Czechosłowackiego Orderu Wojskowego "Za Wolność" – 1949, pośmiertnie
- Krzyż Obrony Państwa Ministra Obrony Republiki Czeskiej – 2010, pośmiertnie[1]
- Krzyż Wojenny Czechosłowacki 1939 – dwukrotnie: 1940, 1945 (pośmiertnie) i 1946 (pośmiertnie)
- Czechosłowacki Wojskowy Medal Pamiątkowy (z okuciami "F" i "VB") – 1944, pośmiertnie